# باتنگیک
باتنگیک (به صربی: Batnjik) یک منطقهٔ مسکونی در صربستان است که در نووی پازار واقع شده‌است.